# الأنكحة المنهي عنها في الإسلام
الأنكحة المنهي عنها في الإسلام، هي الأنكحة التي وردت فيها أحاديث صحيحة وثابتة عن النبي ﷺ.

## نكاح الشغار
تعريفه:-
لغة: مأخوذ من شغر المكان: إذا خلا، وسمي شغارا لخلوه من العوض وهو: المهر.
وشرعا: أن يزوج الرجل موليته -كبنته مثلا- رجلا آخر؛ على أن يزوجه الآخر موليته كبنته أو أخته، دون مهر.
حكمه: محرم ويبطل به العقد، لحديث ابن عمر رضي الله عنهما: «أن النبي ﷺ نهى عن الشغار» 
 والنهي يقتضي التحريم والبطلان، وقد حرمه الإسلام لما فيه من الضرر على المرأة.

## نكاح التحليل
تعريفه:
لغة: مصدر للفعل (حلل) وهو جعل الشي حلالا.
شرعا: أن يتزوج الرجل امرأة مطلقة ثلاثا، بنيه طلاقها ليحللها لزوجها الأول، سواء شرط ذلك في العقد أم قبله، وسواء شرط قولا أو كان بتواطؤ.
حكمه: محرم ويبطل به العقد؛ لما ثبت: ((أن النبي ﷺ لعن المحلل والمحلل له)) واللعن لا يكون إلا على من فعل محرم، وقد حرم لما فيه من التلاعب بالعقود.

## نكاح المتعة
تعريفه:
لغة: المتعة اسم مصدر للفعل تمتع، والمتاع هو كل ما ينتفع به.
وشرعا: هو الزواج المؤقت، وهو أن يعقد الرجل على المرأة يوما أو اسبوعا أو شهرا أو سنة أو نحو ذلك.
حكمه: محرم ويبطل به العقد، لما جاء في الأحاديث الصحيحة ومنها: حديث علي بن أبي طالب رضي الله عنه: (( أن النبي ﷺ ((نهى عن المتعة))  والنهي يقتضي التحريم والبطلان.
وقد كان هذا مباحا في أول الإسلام، ثم نسخ ثم حرم تحريما مؤبدا، لأنه أشبه بالزنا فلا يقصد منه إلا قضاء الشهوة لا استقرار الأسرة، ولا العشرة الزوجية، ولا المحافظة على الأولاد، فإن هذه لا تتحقق إلا إذا قصد من النكاح الدوام.